# 免疫衰老
免疫衰老（英語：immunosenescence）是一種隨著年歲的增長，免疫系統逐漸退化的過程。在2020年的一項研究指出，後天免疫系統比先天免疫系統更受老化影響。免疫系統包括生物對感染及免疫的長期記憶。由年齡引起的免疫缺陷在長壽及不長壽的物種也存在。
免疫衰老現象，已在猴子及老鼠等動物研究過
。免疫衰老是一個導致老年死亡重大的原因。免疫老化，與株落失能和T-細胞滅絕, 是造成免疫系統失靈的重大原因。不過，T-細胞減少及株落失能仍有機會逆轉，但截止2020年，沒有任何方法及技術，可以逆轉免疫衰老。
免疫衰老，並不是一種隨機的退化現象。相反，它似乎概括了一種逆向的演化模式。大多數受免疫老化影響的因素，似乎都受到遺傳與基因的控制。